# Anchor Bay, Kalifornija
Anchor Bay je naseljeno područje za statističke svrhe u američkoj saveznoj državi Kalifornija. Prema popisu stanovništva iz 2010. u njemu je živjelo 340 stanovnika.